# Chiesa di San Giovanni Battista (Gazzo Veronese)

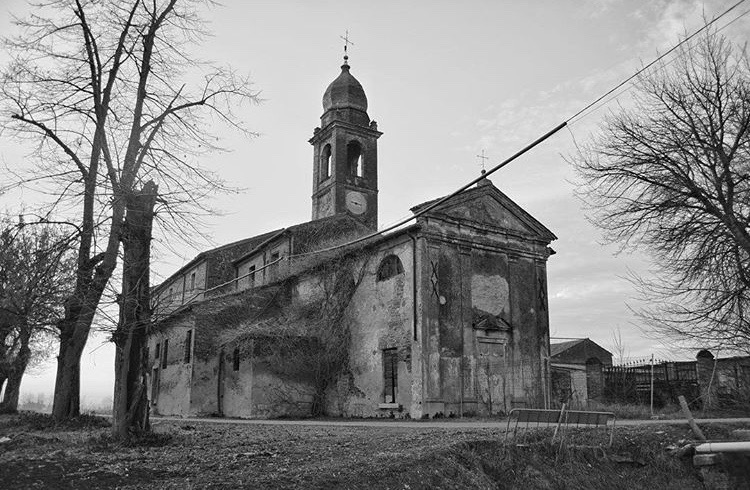
La parte posteriore della chiesa

La chiesa di San Giovanni Battista è un edificio religioso sconsacrato che sorge a Correzzo, frazione di Gazzo Veronese, in provincia di Verona. Dopo l'ultimazione della moderna parrocchiale, inaugurata nel 1967, il tempio viene chiamato dalla popolazione "Ciesa Vecia", ovvero chiesa vecchia.

## Storia

### Epoca romana e medievale
Correzzo sorge nei pressi della strada romana Via Claudia Augusta, che collegava la vicina Ostiglia ad Augusta, in Germania. Durante il periodo romano l'area dove oggi sorge la chiesa era adibita a cimitero, come testimoniano le quattro lastre marmoree murate sul fianco meridionale della chiesa: la prima decorata con un festone di frutta e fiori, appeso davanti al monumento funebre durante la celebrazione dei defunti; la seconda un loculo dedicato a Lucio Vezzio; la terza decorata con un bassorilievo raffigurante due grifi affrontati ad un vaso come coperchio sepolcrale romano; la quarta un piccolo monumento di stele funeraria romana che presenta nella parte inferiore un'epigrafe in parte corroso e nella parte superiore un timpano che include una corona d’alloro affiancato da due delfini stilizzati. Altri marmi romani ritrovati sono il monumento alla famiglia dei Cluttii, oggi conservato presso il museo lapidario maffeiano di Verona dal Seicento e il cippo sepolcrale di Publio Clesio, dissotterrato nel cortile della canonica nel 1892, che reca da un lato l'epigrafe e dall'altro un profondo incavo, prova di un probabile riutilizzo come fonte battesimale. Dal VII secolo, periodo della dominazione longobarda, esisteva a Correzzo una curtis con castello e una cappella interna dedicata a San Zeno. La popolazione fuori dalla curtis era probabilmente di origine barbarica e, almeno inizialmente, di religione ariana, pose come il suo centro di culto nella zona dove sorge l'ex Chiesa di San Giovanni Battista. Qui venne quindi costruito il loro luogo di culto che venne intitolato a uno dei santi che più veneravano, ovvero il Battista. 
La prima notizia però veramente certa sulla presenza di questa chiesa risale agli inizi del 1300 e precisamente in un documento redatto il 23 gennaio del 1307 dal Monte di Pietà nel quale si diceva che la pieve di San Giovanni di Correzzo apparteneva al Vescovo di Verona (al tempo Teobaldo III) e che da essa dipendevano quelle di San Zeno al Castello di Correzzo, di San Gregorio di Campalano e di San Zeno in Oratorio a Verona. Risale al 1464 un sigillo tombale dedicato da Marino Capello alla moglie Taddea e al fratello Michele che reca lo stemma gentilizio della famiglia proprietaria di estesi beni nella zona, come nel vicino paese di Maccacari e a Levà di Sotto. Non sappiamo tuttavia come fosse quella chiesa, infatti il luogo di culto venne interamente ristrutturato e rifatto nel 1685 ad opera dell’Arciprete Baldovino, come risulta scritto sul portale d'ingresso.

### La chiesa dopo il 1685

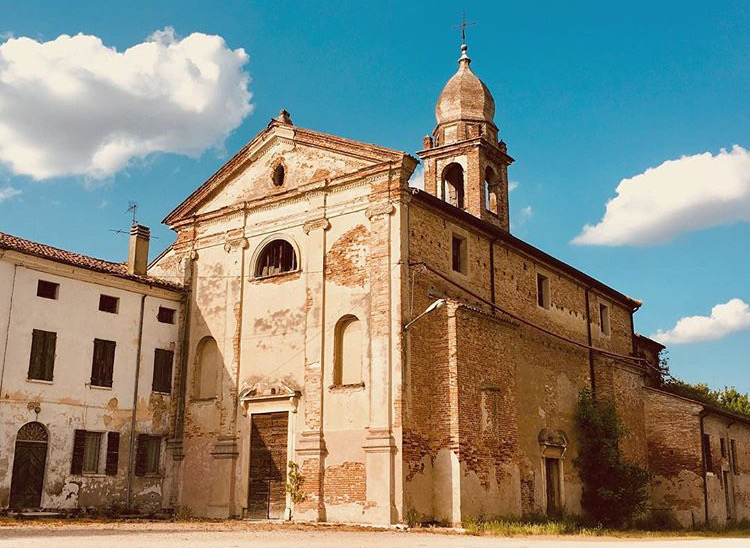

La facciata della chiesa di San Giovanni Battista è tripartita da quattro lesene con capitello ionico poggianti su di un alto zoccolo e termina con un timpano triangolare sormontato da una croce in ferro. Bello il portale lavorato secondo il gusto seicentesco in pietra d’Avesa, il tutto alleggerito da due ampie nicchie e una finestrella al centro del timpano. Nella parte posteriore sinistra si erge il campanile sul quale si è intervenuti in varie occasioni. Anche l’interno ha subito nel corso degli anni alcune trasformazioni, esso è a navata e le pareti sono abbellite da semicolonne che inquadrano gli altari. In passato gli altari erano quattro ma di essi oggi ne rimangono solo due: il primo intitolato al Sacro Cuore e il secondo alla Beata Vergine del Rosario. Entrambi sono di buona fattura e il primo risulta intarsiato di marmi policromi mentre il secondo ha come particolarità un paliotto lavorato a scagliola seguendo una tecnica usata nel XVII secolo in Emilia. Venne realizzato tra il 1685 e il 1696 è rappresentata la Beata Vergine tra San Domenico e Santa Caterina da Siena. Al centro, un bell’altare, costruito nel 1782, intarsiato con marmo rosso di Francia e realizzato in biancone di Sant'Ambrogio mentre una balaustra divide il presbiterio della navata. Un grande affresco a forma ellittica riducibile al tardo Settecento, occupa la parte centrale del soffitto e rappresenta la predicazione di Giovanni Battista sulle rive del Giordano.

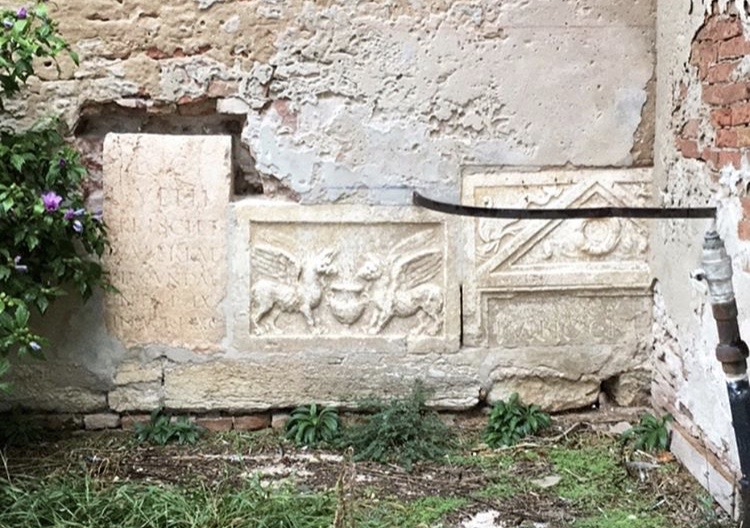
Tre steli funerarie romane murate nel lato sud

È uno dei pochi beni rimasti in una chiesa che quando era aperta e frequentata dai fedeli, risultava abbellita da pregevoli opere. Elegante era, infatti, il fonte battesimale risalente alla fine del Cinquecento in marmo rosso di Verona suddiviso in otto spicchi ora presente nella nuova parrocchiale. Opere di valore erano pure alcuni quadri come una Nascita di San Giovanni Battista del Cinquecento; un dipinto raffigurante la Beata Vergine Bambina, San Gioacchino e Sant'Anna. Vi era pure un dipinto di Santa Creara che raffigurava la Madonna con Gesù Bambino e i Santi francescani.

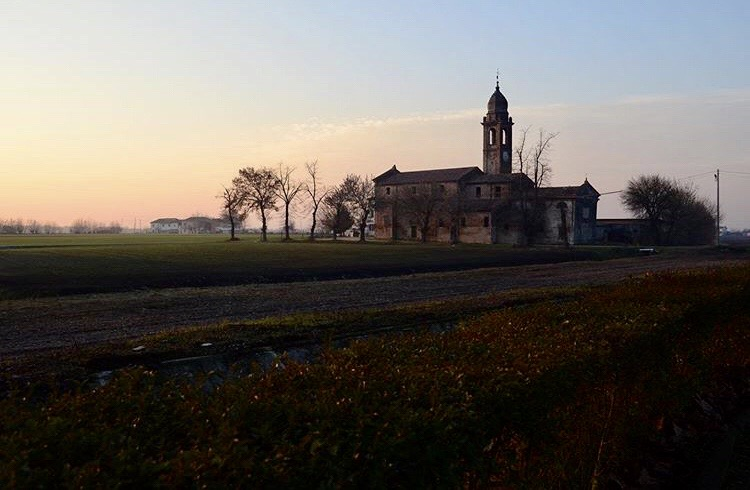
La chiesa e l'ambiente circostante

### La chiusura, l'abbandono e i tentativi di recupero
Nel secondo dopoguerra la popolazione di Correzzo aumentò, si decise quindi di costruire una nuova parrocchiale, più centrale rispetto all'antica pieve, che era invece leggermente fuori dal centro abitato. La nuova e moderna chiesa di San Giovanni Battista venne inaugurata nel 1967, mentre l'antica parrocchiale venne chiusa, sconsacrata e lasciata completamente in abbandono.
Nel 2006 l'antico edificio, in grave stato di degrado, venne acquistato dal comune di Gazzo Veronese, in seguito alla donazione della Curia vescovile. Successivamente partirono i lavori di restauro che terminarono nel 2008, la chiesa venne così rafforzata con la sistemazione delle fondamenta, dei tetti e del campanile. L'opera di restauro a oggi non è stata completata, l'edificio rimane chiuso e in attesa di un definitivo salvataggio.